# Gof Ano
Gof Ano är en krater i Kenya.   Den ligger i länet Marsabit, i den centrala delen av landet, 400 km norr om huvudstaden Nairobi. Toppen på Gof Ano är 992 meter över havet. Gof Ano ingår i Res Fila.
Terrängen runt Gof Ano är kuperad åt sydväst, men åt nordost är den platt. Runt Gof Ano är det ganska tätbefolkat, med 60 invånare per kvadratkilometer. Närmaste större samhälle är Marsabit, 13,4 km söder om Gof Ano. Omgivningarna runt Gof Ano är i huvudsak ett öppet busklandskap.